# NGC 5581
NGC 5581 est une galaxie lenticulaire (elliptique ?) située dans la constellation du Bouvier. Sa vitesse par rapport au fond diffus cosmologique est de 4 819 ± 15 km/s, ce qui correspond à une distance de Hubble de 71,1 ± 5,0 Mpc (∼232 millions d'al). NGC 5581 a été découverte par l'astronome français Édouard Stephan en 1883.
Selon la base de données Simbad, NGC 5581 est une galaxie LINER, c'est-à-dire une galaxie dont le noyau présente un spectre d'émission caractérisé par de larges raies d'atomes faiblement ionisés.
À ce jour, une mesure non basée sur le décalage vers le rouge (redshift) donne une distance d'environ 70,800 Mpc (∼231 millions d'al). Cette valeur est à l'intérieur des valeurs de la distance de Hubble.